# William Holabird

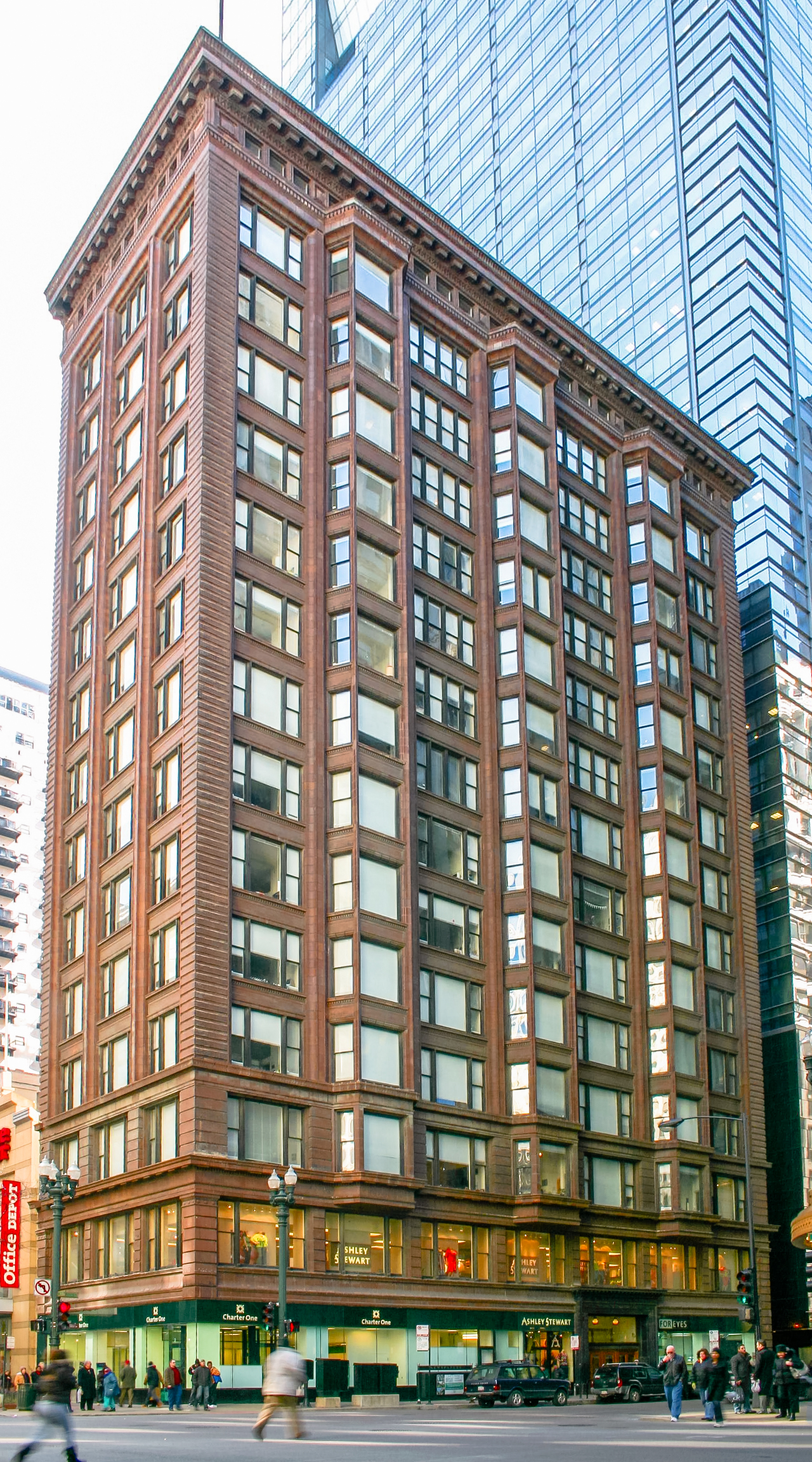
Chicago Building Holabird & Roche 1904–1905.

William Holabird, född 11 september 1854 i Armenia, New York, död 19 juli 1923 i Evanston, Illinois, var en amerikansk arkitekt.

## Biografi
Holabird studerade vid United States Military Academy i West Point, men slutade efter två år och flyttade till Chicago. Han arbetade där på William Le Baron Jenneys arkitektkontor tillsammans med O. C. Simonds. När Jenney fått uppdrag att utöka Graceland Cemetery, lämnade han detta till sina assistenter, som då, 1880, bildade företaget Holabird & Simonds för att utföra arbetet. År 1883 ombildades företaget till Holabird & Roche efter det att Simonds lämnat för att helt koncentrera sig på Graceland Cemetery och landskapsdesign.
Holabird & Roche bidrog med många för den tiden viktiga innovationer inom arkitekturen, särskilt inom det som nu kallas Chicagoskolan. På 1880- och 1890-talen konstruerade Holabird i Chicago skyskrapor med stålskelett och blev med detta en föregångare för senare skyskrapearkitektur. Bland dessa byggnader finns bland annat Marquette Building och Gage Building. I den senare ingår en fasad ritad av Louis Sullivan, vilken 1962 utsågs till ett av Chicagos arkitektoniska landmärken. Förutom skyskraporna i Chicago blev de även kända för utformningen av flera stora hotell i mellanvästern i USA.
Holabird är begravd på Graceland Cemetery i Chicago.